# Marie Victoire (toneelstuk)
Marie Victoire is een toneelstuk bestaande uit vier akten van Edmond Guiraud uit 1910/1911. In 1913 gebruikte de Italiaanse componist Ottorino Respighi het als libretto voor zijn gelijknamige opera. 

## Toneelstuk
Het toneelstuk speelt zich af vlak na de Franse Revolutie. Marie Victoire en haar man (van adel) Maurice de Lanjallay worden opgepakt. Beiden worden ter dood veroordeeld. Marie Victoire denkt dat haar man al onthoofd is en valt voor een ander die op de nominatie staat onthoofd te worden, Cloriviere. Marie Victoire vrijt met Cloriviere en wordt dan net als hij vrijgelaten. Ze zien elkaar een hele tijd. Marie Victoire baart hun gezamenlijke zoon. Na zes jaar komt zowel Maurice als Cloriviere op bezoek bij Marie Victoire. Maurice denkt dat de zoon van hem is en wordt teleurgesteld. Cloriviere kan zijn rebelszijn niet vergeten en pleegt een aanslag op Napoleon Bonaparte. De aanslag mislukt en Maurice, toch al teleurgesteld in het leven, eist de aanslag op en wordt geëxecuteerd. Dat brengt wroeging bij Cloriviere die zichzelf even later van het leven berooft.